# Мадьялан, Наттавут
Наттавут Мадьялан (тайск. ณัฐวุฒิ หมัดยะลาน; род. 12 апреля 1990) — таиландский игрок в мини-футбол, игрок сборной Таиланда.

## Карьера
Выступал за команды «Tai Port» (до 2012 года) и «Chonburi Blue Wave». Многократный (2012, 2013, 2014, 2015) чемпион Таиланда, серебряный (2010) и бронзовый (2011) призёр чемпионата Таиланда.
С 2008 года выступал за сборную Таиланда. В её составе стал победителем игр Юго-Восточной Азии (2011), многократным (2008, 2009, 2012, 2015) чемпионом AFF, серебряным (2009) и бронзовым (2013) призёром Азиатских игр в помещении, серебряным (2012) и бронзовым (2016) призёром чемпионата Азии.
Обладатель Кубка чемпионов азиатских стран по мини-футболу (2013), серебряный (2014) и бронзовый (2016) призёр Кубка чемпионов азиатских стран по мини-футболу.
На чемпионате мира 2016 года в игре против сборной России забил автогол.